# Motshegaletau
Motshegaletau è un villaggio del Botswana situato nel distretto Centrale, sottodistretto di Serowe Palapye. Il villaggio, secondo il censimento del 2011, conta 958 abitanti.

## Località
Nel territorio del villaggio sono presenti le seguenti 1 località:
- Mmaditshoswane